# Доманово (Калужская область)
Доманово — деревня в Износковском районе Калужской области России. Входит в сельское поселение «Деревня Алексеевка»
Имя Довмонт имеет литовское происхождение,  это русифицированная форма  имени Даумантас (Daumantas, daug – «много» и mantas – «богатство, имущество»). В псковских и новгородских землях  приобрело формы Домант-Доман. В XV-XVI веках на Руси среди высоких сословий фамилии образовывались как притяжательные прилагательные от имени или прозвища отца. Личное именование Доман стало фамилией Доманов.

## География
Расположено у реки Изверь. Рядом — Голенки и село имени Карла Маркса, бывшее село Вешки.

## Население
| 2002 | 2010 |
| ---- | ---- |
| 15   | ↗17  |

## История
В 1782-м году сельцо Доманово по правую сторону реки Извери принадлежит Якову Николаевичу Бобрищеву-Пушкину.